# Agrypon melanomerum
Agrypon melanomerum là một loài tò vò trong họ Ichneumonidae.